# 宁波华奥足球俱乐部
宁波华奥足球俱乐部是一支已解散中国足球俱乐部，以原浙江绿城二队为班底组建。球队成立于2006年，是宁波第2支职业球队（宁波的第1支职业球队是现已转卖到沈阳的宁波慈溪中豹队）。2006年第一次参加中国足球乙级联赛就进入决赛阶段的比赛，只可惜在决赛阶段第一轮中兩回合合計以7-1被該年的最後冠軍北京理工所淘汰。
2008年，宁波华奥队与美国职业足球大联盟球队华盛顿特区联队进行了三年的商业合作，球队的名称也被冠以欧美化的“联队”同时帮助宁波华奥完善梯队建设。但球队在预赛中表现不佳，未能进入决赛阶段的比赛。
2009年，另一支乙级球队苏州趣普仕整队并入了宁波华奥，但球队在预赛中表现更为不佳只得2平8负並未获一胜，最终球队未再有参加乙级联赛並且解散。